# Life Forms
Life Forms è un software di animazione 3D di proprietà della Credo Interactive. Nato da un'idea di Merce Cunningham, che dal 1968 ipotizzava l'utilizzo di un sistema elettronico che potesse aiutarlo a scoprire nuovi movimenti per le sue coreografie, Life Forms è utilizzato per la notazione delle coreografie di danza.
Attualmente Life Forms è alla versione 4.0. Life Forms Studio è il pacchetto offerto dalla Credo Interactive che permette di realizzare animazioni 3d partendo da moltissimi modelli pre-confezionati ed importare/esportare formati compatibili con Maya, 3D Studio Max, Cinema 4D, LightWave 3D e molti altri.